# ラム (子羊)

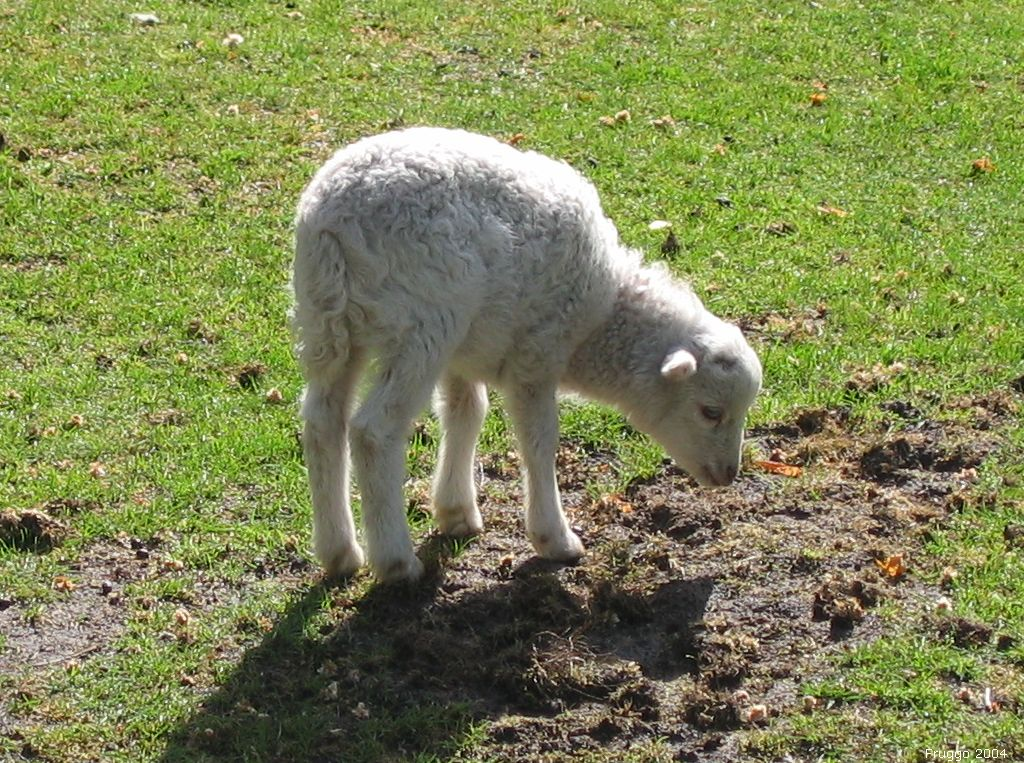
離乳していない子羊

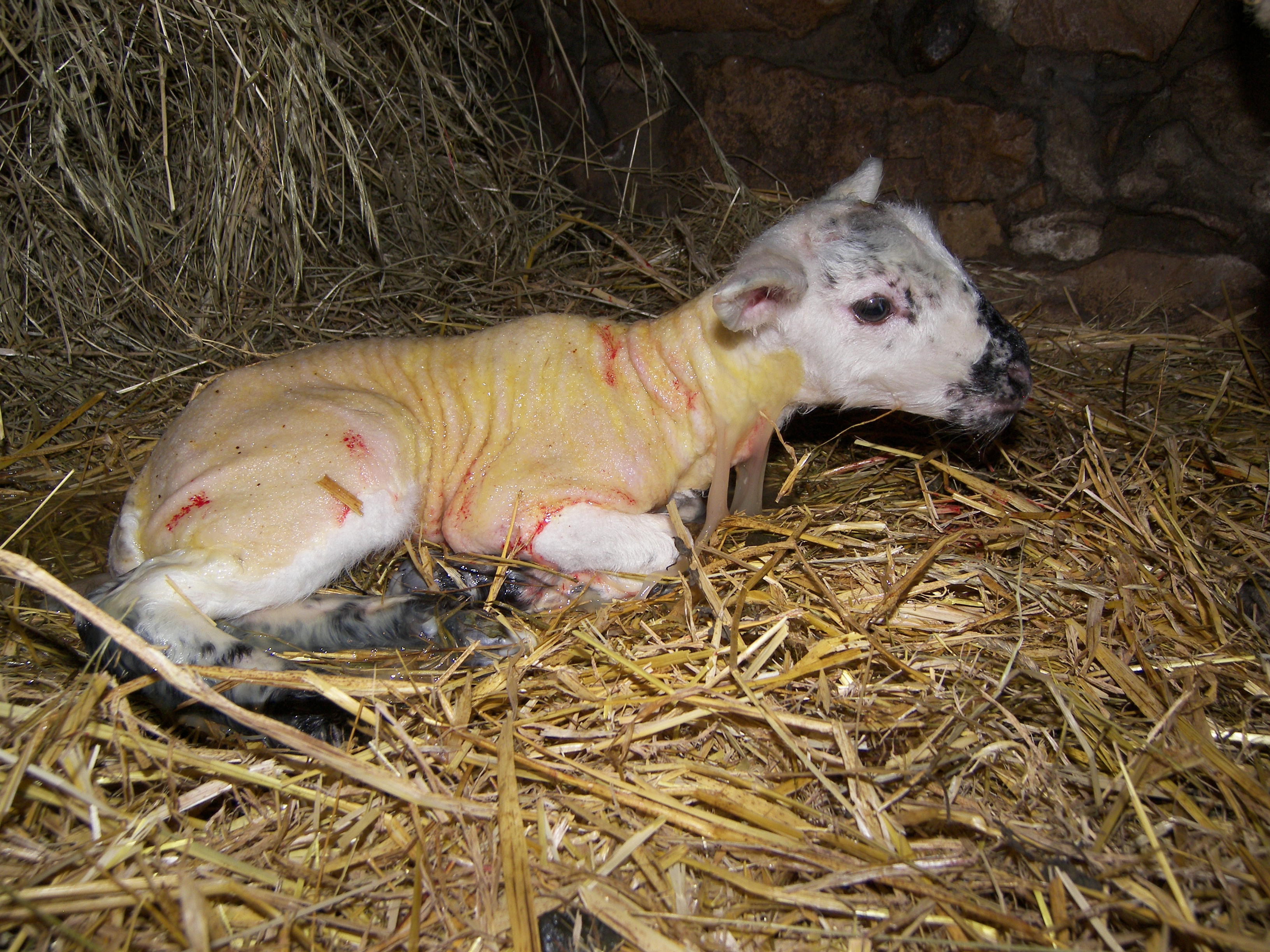
生まれたばかりの子羊

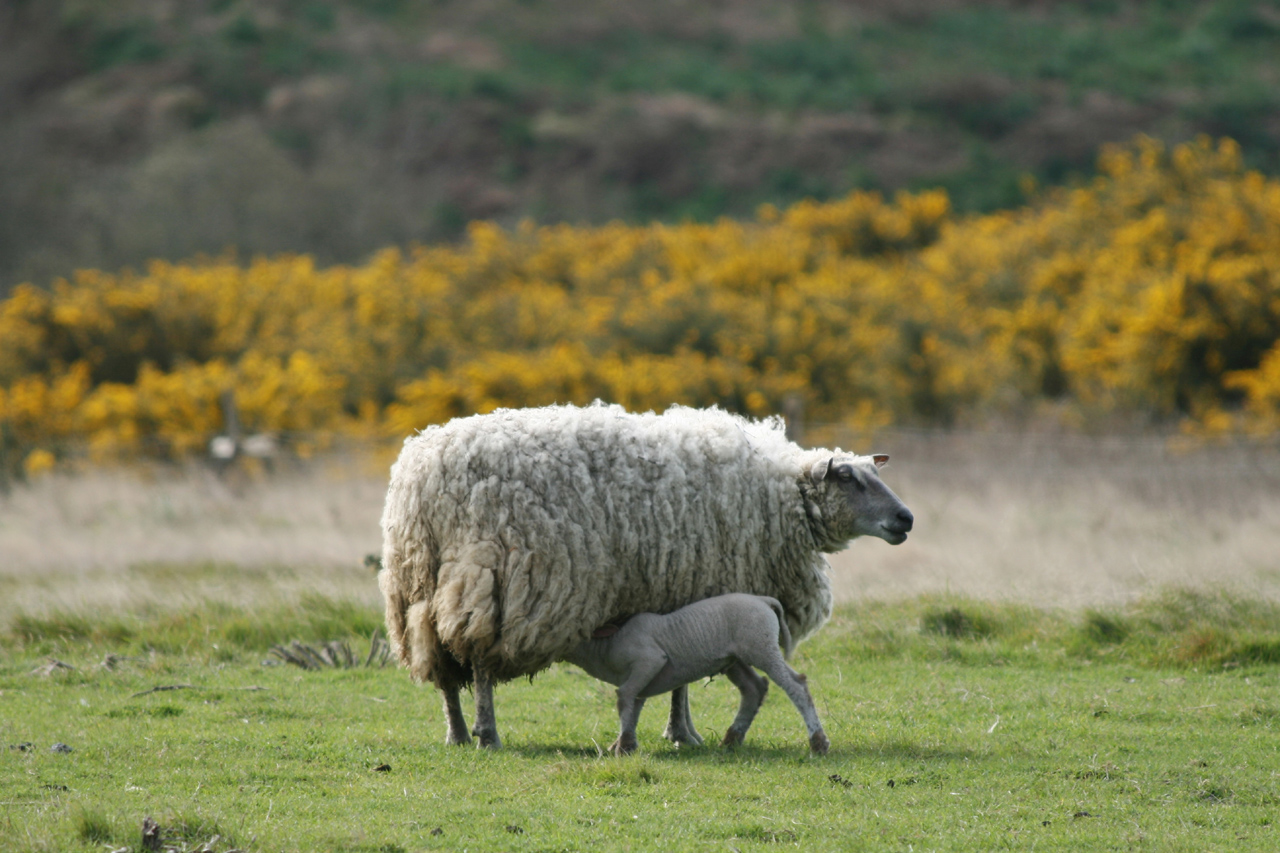
子羊に授乳する雌羊

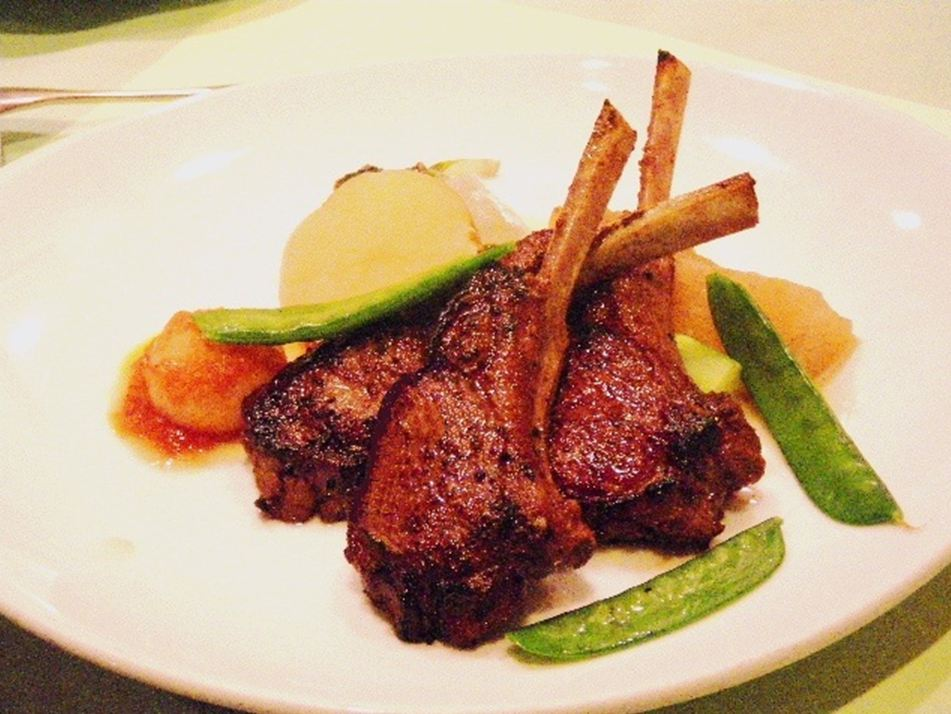
ラムチョップ

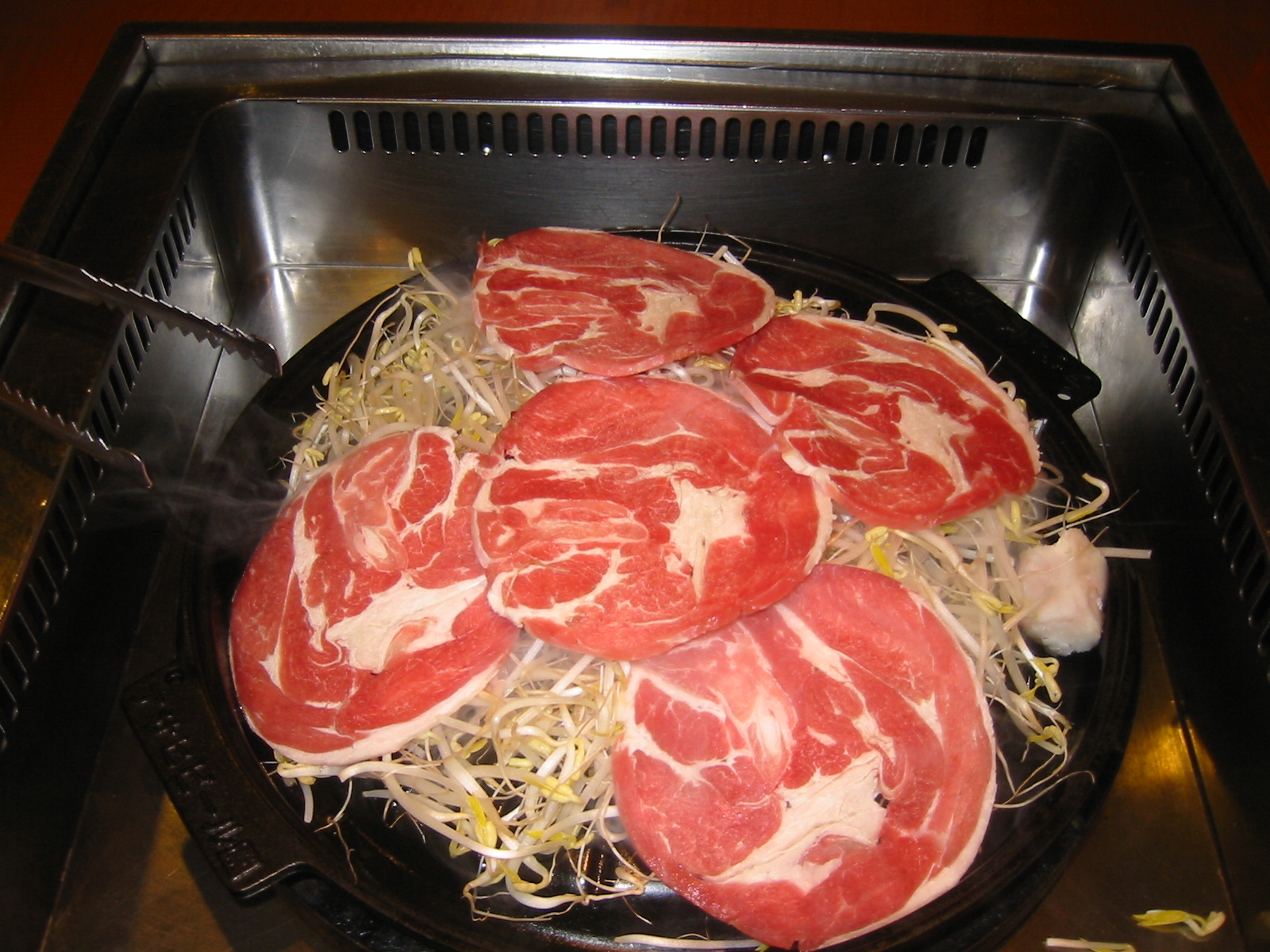
ラムロールのジンギスカン

| 項目                     | 分量（g） |
| ------------------------ | --------- |
| 脂肪                     | 23.41     |
| 飽和脂肪酸               | 10.19     |
| 10:0（カプリン酸）       | 0.06      |
| 12:0（ラウリン酸）       | 0.1       |
| 14:0（ミリスチン酸）     | 0.93      |
| 16:0（パルミチン酸）     | 5.13      |
| 18:0（ステアリン酸）     | 3.22      |
| 一価不飽和脂肪酸         | 9.6       |
| 16:1（パルミトレイン酸） | 0.68      |
| 18:1（オレイン酸）       | 8.62      |
| 多価不飽和脂肪酸         | 1.85      |
| 18:2（リノール酸）       | 1.36      |
| 18:3（α-リノレン酸）     | 0.42      |
| 20:4（未同定）           | 0.08      |

ラム（英: Lamb）は、永久門歯がない、（およその目安として）生後12か月未満の羊、またはその肉（羊肉）である。まだ母乳を摂取しているラムはミルクラムと呼ばれる。門歯のある、（およその目安として）生後1年以上の羊肉はマトン（英: Mutton）と呼ばれる。正確な定義は、羊肉#等級を参照。
肉に加えて、肝臓、腎臓、胸腺、舌も食材となる。皮は革製品や毛皮として使われる。
イスラム、エルサレム神殿破壊以前の古代ユダヤ教、サマリア人、その他の中東の宗教を含む様々な宗教において、子羊は生贄の動物として過去そして現在も、しばしば使われる。
キリスト教では、子羊はイエス・キリストの十字架上の死の象徴である。このいわゆる神の子羊はキリスト教の象徴主義や芸術においてしばしば取り上げられる。特に南欧においてイースターにラム肉を食べる習慣はこの結果である。

## 概要
一歳未満の羊をラムとする解説もあるが、羊の飼育は放牧によっておこなわれるため正確な年齢の把握が不可能である。そのため、羊肉産業の盛んなオーストラリア、ニュージーランドでは門歯の数を基準として品質管理を行っている。
日本における羊肉はほとんどが輸入に頼っており、その大半がオーストラリアとニュージーランドである。オーストラリア産のラムは6–10か月まで成長させたものが多いため一頭あたり20–24 kgと身が大きく、一方でニュージーランド産のラムは生後4–8か月で出荷されるため15–16 kgと小ぶりと評される。
急激な経済成長を見せた中国でもラム肉の需要が増えており、日本国内でのラム肉の価格高騰につながっている。
なお、日本国内の畜産羊の飼育頭数は1万4184頭で、そのうち北海道がジンギスカン向けなどで6割を占める（2010年現在）。石川県の白山山麓などでは産地化を進めるプロジェクトが実施されている。

## 評価
日本ではラム肉の匂いなどが敬遠されているが、フランスでは最高級の食材のひとつである。羊肉の独特の匂いに大きな役割を果たしているのは4-メチルオクタン酸、4-メチルノナン酸、4-エチルオクタン酸の3種の分岐鎖脂肪酸である。

## 主な部位と特徴
ラムショルダー
赤身の部分と外脂部分が混じっておりコクがある。薄切りにして店頭に並ぶことが多く、主にジンギスカン、しゃぶしゃぶに使われる。
ラムかたロース
サシと呼ばれる筋肉の中の脂肪（霜降り）が細やかに入っている。薄切りにしてジンギスカン、厚切りにしてステーキ、ブロックのままローストに使われる。
ラムフレンチラック
ロースに複数の肋骨を残したもの。ラム肉の食べ方としては最も高級で美味しいと言われる。肉塊のままローストにされることが多い。
ラムチョップ
ラムフレンチラックを肋骨ごとにカットしたもの。ステーキ、ジンギスカンなどに使われる。
ラムロール
ラムショルダー、または枝肉を骨抜きし、円柱状に丸め冷凍したもの。また、それをスライスしたもの。主にジンギスカン、しゃぶしゃぶに使われる。

## 参考資料
- -Food Watch Japan ラム肉がお薦めである3つの理由
- 羊肉の不思議を探れ！